# 仏教学科
仏教学科（ぶっきょうがっか）とは、大学・短期大学に置かれる学科の一つであり、仏教学を教育研究することを目的としている。各宗派ごとの僧侶資格が取得できることもある。

## 仏教学科を置く大学
- 大谷大学
- 高野山大学
- 駒澤大学
- 種智院大学
- 大正大学
- 同朋大学
- 花園大学
- 佛教大学
- 身延山大学
- 立正大学
- 龍谷大学

## 仏教学を専修できる学科を置く大学
- 東京大学 文学部 インド哲学仏教学
- 京都大学 文学部 文献文化学 文献文化学東洋系 仏教学専修
- 広島大学 文学部 人文学科 哲学・思想文化学コース インド哲学・仏教学
- 東洋大学 文学部 東洋思想学科 仏教思想コース - インド哲学科（新制大学として認可された際、仏教学科として開設された）と中国哲学文学科を2013年に統合・再編。かつては真宗大谷派の僧侶資格取得ができた。卒業生に植木等ら。

## 仏教学科を置く短期大学
- 京都西山短期大学
- 九州大谷短期大学